# Dworzec Gdański (métro de Varsovie)
Dworzec Gdański (français: Gare de Gdańsk) est une station de la ligne 1 du métro de Varsovie, située dans le quartier de Śródmieście. Inaugurée le 20 décembre 2003, la station dessert la gare Warszawa Gdańska ainsi qu'Ulica Władysława Andersa (rue Władysław Anders).

## Description
La station située sur deux étages est d'une largeur de 12 m pour 120 m de long. Le métro circule en plein centre de la station. Les couleurs dominantes sont le gris et l'argent. Des escaliers éclairés de lumières vertes, des escalators ainsi que des ascenseurs pour les personnes souffrant de handicap, permettent de gagner la surface. La station dispose d'un point de service aux passages, de points de vente de tickets, d'un poste de police, de toilettes, de guichets automatiques bancaires et d'un défibrillateur.
En mai 2008, un accord est signé entre le métro de Varsovie et PKP Polskie Linie Kolejowe (entreprise des groupes de chemins de fer de Pologne) pour construire un passage piéton souterrain permettant de rejoindre les quais de la gare Warszawa Gdańska du sud de Żoliborz. En automne 2010 les travaux commencent et le passage est inauguré le 28 février 2011.
Cette station est la 15e de la ligne 1 du métro de Varsovie dans le sens sud-nord, suivie alors de la station Plac Wilsona, et est la 7e dans le sens nord-sud, suivie de la station Ratusz Arsenał.

## Position sur la ligne 1 du métro de Varsovie

Position de la station Dworzec Gdański (15e en partant du sud) sur la ligne 1.